# Vom Gesellschaftsvertrag oder Prinzipien des Staatsrechtes

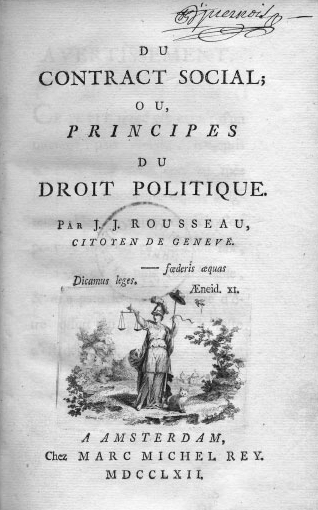
Vorblatt der Erstausgabe Amsterdam, 1762

Vom Gesellschaftsvertrag oder Prinzipien des politischen Rechtes (französisch Du contract social ou Principes du droit politique) ist das politisch-theoretische Hauptwerk des Genfer Philosophen Jean-Jacques Rousseau. Es erschien erstmals 1762 in Amsterdam und wurde daraufhin in Frankreich, den Niederlanden, in Genf und Bern sofort verboten.
Dieses Werk ist – neben Montesquieus Vom Geist der Gesetze – ein Schlüsselwerk der Aufklärungsphilosophie. Zusammen mit letztgenanntem kann der Gesellschaftsvertrag als ein Wegbereiter moderner Demokratie und Demokratietheorie gelten, obwohl er bis heute auch unzählige Anknüpfungspunkte für andere politische Ideen und Denkschulen bietet (vergleiche hierzu Identitätstheorie).
Für Rousseau konnte die alleinige Grundlage legitimer politischer Macht nur der allgemeine Wille (volonté générale) sein (der immer auf das Gemeinwohl abzielt) und keinesfalls im Gottesgnadentum bestehen. Der Einfluss dieses Werkes auf die Französische Revolution kann kaum geleugnet werden, ist er später doch beispielsweise im radikalen Denken Maximilien de Robespierres deutlich erkennbar. Späterhin nahmen Soziologie, Rechts- und Politische Philosophie viele seiner Fragestellungen auf, so dass man Rousseau z. B. auch zu den Protosoziologen zählen darf.

## Einordnung
Rousseaus Werk geht von drei Grundannahmen aus:
1. Voraussetzung der menschlichen Gemeinschaft (frz. l'état civil) ist – im Gegensatz zum Menschen im Naturzustand (frz. l’état de nature) – ein Vertrag (frz. pacte social).
2. Grundlage dieses Vertrages ist der 'Gemeinwille' (frz. volonté générale), der nicht der Summe der Einzelinteressen entspricht, sondern absolut ist.[JMT 1] Er geht von allen aus und zielt auf das Wohl aller.[JMT 2] Gemeinwille und Gerechtigkeit fallen bei Rousseau zusammen. Sie haben ihren gemeinsamen Ursprung in der Vernunft und beruhen auf Gegenseitigkeit.[JMT 3]
3. Alle ordnen sich diesem Vertrag freiwillig unter.[JMT 4] Da der Gemeinwille unfehlbar ist, ist die freiwillige Zustimmung aller selbstverständlich.

Der Aufklärer Rousseau schreibt vor allem mit seinem Begriff der volonté générale die transzendentale Staatsphilosophie Platons fort (siehe Ideenlehre). Sein Entwurf eines Idealstaates unterscheidet sich so radikal von der politischen Wirklichkeit des Ancien Régime, dass das sofortige Verbot seiner Schrift keineswegs verwundert. Die Sprengkraft liegt vor allem darin, dass er keine Rechtfertigung der konstitutionellen Monarchie unternimmt, wie Locke und Montesquieu es noch versuchten. Rousseau baute sein utopisches Gemeinwesen auf das Prinzip der universellen Richtigkeit, die da heißt volonté générale. Sie besitzt ihre Gültigkeit jenseits von Rechten und Privilegien des Adels und Königshauses. Rousseaus Ansatz identitärer Demokratie ist dem Repräsentationsprinzip angelsächsischer Demokratietheorien diametral entgegengesetzt. Geht es bei Rousseau um den allgemeinen Willen, hinter dem sich die Vorstellung verbirgt, dass es ein Gemeinwohl gäbe, was allen Mitgliedern der Gesellschaft gleichermaßen dienlich sei, so ist die moderne Auffassung von Demokratie diesem Gedanken insofern entgegengesetzt, als es hier um ein Verständnis von Demokratie im Sinne konkurrierender Auffassungen und Interessen geht (siehe auch Konkurrenztheorie: James Madison, Joseph Schumpeter).

## Inhalt Erstes Buch

Der Sturm auf die Bastille am 14. Juli 1789: die Französische Revolution als Resultat des Einflusses vom Gesellschaftsvertrag?

Im ersten Buch erläutert Rousseau zunächst das Ziel seiner Arbeit: Er will herausfinden, ob es „legitime und sichere Regierungsprinzipien“ gibt. Er leugnet im ersten Kapitel, dass eine angeblich natürliche Ungleichheit zwischen den Menschen die politische Macht der einen über die anderen rechtfertigt: „Einer hält sich für den Herrn der anderen und bleibt doch mehr Sklave als sie. Wie ist dieser Wandel zustande gekommen? Ich weiß es nicht. Was kann ihm Rechtmäßigkeit verleihen? Diese Frage glaube ich beantworten zu können.“
Rousseau formuliert die Aufgabe, die er sich mit seinem Werk stellt, folgendermaßen: „Finde eine Form des Zusammenschlusses, die mit ihrer ganzen gemeinsamen Kraft die Person und das Vermögen jedes einzelnen Mitglieds verteidigt und schützt und durch die doch jeder, indem er sich mit allen vereinigt, nur sich selbst gehorcht und genauso frei bleibt wie zuvor.“
Der Gesellschaftsvertrag ist grundlegende Voraussetzung für seine Argumentation: Eine Menge von Menschen, bis dato im sogenannten Naturzustand verweilend (hier orientiert sich Rousseau an den Ausführungen John Lockes in den Two Treatises of Government), schließt sich, da die Vorteile hierfür überwiegen, zu einer Gemeinschaft zusammen, indem sie ihre natürliche Freiheit, die sie bis dahin hatten, aufgeben zugunsten einer gesellschaftlichen Ordnung. Der Gesellschaftsvertrag bedeutet letztlich „die völlige Entäußerung jedes Mitglieds mit allen seinen Rechten an das Gemeinwesen als Ganzes“. Es entsteht eine öffentliche Person, die Polis. Diese Gemeinschaft stellt ein untrennbares Ganzes dar. Jedes Mitglied dieser Gemeinschaft verpflichtet sich in zweierlei Hinsicht: Zum einen als Glied des Souveräns gegenüber dem Einzelnen und zum anderen als Glied des Staates gegenüber dem Souverän.
Zum besseren Verständnis führt Rousseau hier nun zunächst die verwendeten Begrifflichkeiten an: Mit Stadt bezeichnet man gleichsam lediglich Gebäude, Polis (oder Republik oder staatliche Körperschaft) hingegen bezeichnet die Bürger in einer Stadt. Die Glieder nennen die Polis, wenn sie passiv ist, Staat; wenn sie aktiv ist hingegen Souverän. Die Gesamtheit der Mitglieder nennt sich Volk, der Einzelne – wenn er aktiv sich beteiligen kann – Bürger. Ist er passiv den Gesetzen des Staates unterworfen, so ist er Subjekt.
Der Souverän stellt eine Körperschaft dar, in der keines seiner Glieder verletzt werden kann, ohne dass diese selbst damit angegriffen wird, ebenso kann die Körperschaft nicht angegriffen werden, ohne dass ihre Mitglieder dies spüren würden. Dieses Verhältnis zwingt jedes einzelne Mitglied als solches und als Glied des Ganzen zum Erhalt der Körperschaft.
Das bedeutet, dass so kein der Körperschaft widersprechendes Interesse bestehen kann, und so ist eine Verbürgung des Souveräns gegenüber den Subjekten unnötig. Entscheidet sich jedoch ein Mitglied dafür, zwar nicht die Pflichten wahrzunehmen, die ihm als Bürger zukommen, wohl aber die Vorrechte zu nutzen, so bedeutet dies den Untergang der politischen Körperschaft. Rousseau zieht aus diesem Beispiel den Schluss, dass die Körperschaft berechtigt ist, dieses Mitglied zum Gemeinwillen zu zwingen, „was nichts anderes heißt, als dass man ihn zwingt, frei zu sein“.
Rousseau unterscheidet hierauf zwischen der natürlichen Freiheit, „die ihre Schranken nur in der Stärke des Individuums findet“, und der bürgerlichen Freiheit, „die durch den Gemeinwillen begrenzt ist, und den Besitz“: Mit dem Erhalt der bürgerlichen Freiheit erhält der Mensch ein Recht an allem, was er besitzt, der Verlust der natürlichen Freiheit bedeutet den Verlust des damit verbundenen Rechts an allem, was er begehrt und bekommen kann.
Das Eigentumsrecht an dinglichem Besitz entsteht mit Einführung des Gesellschaftsvertrages und anhand des Rechts eines ersten Besitznehmers: Wenn der Anteil eines Menschen feststeht, so hat er diesen und keinen weiteren Anspruch an die Gemeinschaft. Sein Anteil definiert sich aus dem Recht, dass er alles haben muss, „was er braucht“.
Die Begründung des Rechts eines ersten Besitznehmers definiert Rousseau mit den entsprechenden Ausführungen von Locke:
1. Das in Besitz zu nehmende Gebiet ist nicht bereits bewohnt,
2. man nimmt nur so viel, wie man zum Unterhalt braucht, und
3. man ergreift durch Arbeit und Anbau Besitz von dem Gebiet (zumal dies der einzige Ausweis von Eigentum ist).

In der staatlichen Körperschaft nun wird der gesamte Besitz an den Souverän übertragen, und der Einzelne gilt als Sachverwalter des Gemeinguts. Der Einzelne hat gleichsam seinen Besitz an die Öffentlichkeit und damit auch an sich abgetreten und erwirbt ihn wieder unter anderen Vorzeichen, doch zu vorteilhaften Konditionen, da das Gebiet nun gemeinschaftlich verteidigt wird.
Abschließend zum ersten Buch bemerkt Rousseau, dass die „sittliche und rechtliche Gleichheit“ nicht die natürliche Gleichheit zerstört, sondern den Menschen, die sich in Stärke und Begabung unterscheiden, „durch Vertrag und Recht“ zur Gleichheit verhilft.
Rousseau ist der Ansicht, dass erst im bürgerlichen Stand die Vernunft eine Durchsetzungschance hat.

## Inhalt Zweites Buch
Gesetzgebung
Sie basiert auf Freiheit, da Abhängigkeiten des Einzelnen die Staatskraft verringern sowie Gleichheit die Voraussetzung von Freiheit ist. Gleichheit meint hier keine absolute Gleichheit, sondern dass nicht Macht, Gewalt o. Ä. das Miteinander gestalten, sondern das Gesetz. Der Gemeinwille des Volkes hat stets das Recht, Gesetze zu ändern.

Gewaltentrennung
Der Gesetzgeber darf niemals Gesetze ausüben, da er eine absolute Herrschaft errichten und den Gemeinwillen außer Acht lassen könnte.
Gesetze
I. Staats- oder Grundgesetze steuern das Verhältnis vom Staat zum Souverän.
II. Bürgerliche Gesetze steuern das Verhältnis der Bürger untereinander und sorgen für größtmögliche Unabhängigkeit untereinander sowie größtmögliche Abhängigkeit vom Staat – diese Relationen setzen sich wechselseitig voraus, da die Unabhängigkeit des einzelnen Mitglieds von der Stärke des Staats abhängt.
III. Strafgesetze sorgen für die Einhaltung oben genannter Gesetze durch die Sanktionierung von Ungehorsam.
Ohne es als Gesetz auszuformulieren, setzt Rousseau das ungeschriebene, sittliche Empfinden der Bürger als die Voraussetzung für das Überdauern des Staats voraus.
Stimmrecht
Der Gesellschaftsvertrag muss mit einstimmigem Urteil basiert werden, da eine seiner grundlegendsten Eigenschaften die Freiwilligkeit ist. Sollte es Gegner geben, schließen diese sich somit selbst aus. Einmal gebildet, muss der Mehrheitsentscheid als zukünftiges Wahlrecht festgelegt werden, da so dem Gemeinwillen Ausdruck verliehen werden kann. Da es darum geht, den Gemeinwillen und nicht den einzelnen Willen auszudrücken, hat der Teil, welcher gegen die Mehrheit steht, sich im Gemeinwillen geirrt.
Stärken u. Schwächen genereller Argumentationsstruktur
Im gesamten bisherigen Text werden beim argumentativen Unterbau mancher Aussagen Setzungen als Teile der Kausalkette ausgegeben, es wird weniger versucht, eine logisch einwandfreie Herleitung aufzustellen, als mehr eine dialektische Rechtfertigung auf der Basis einer vorausgesetzten Moral.

### Ausgaben
- Jean-Jacques Rousseau: Du contrat social ou Principes du droit politique. Vom Gesellschaftsvertrag oder Grundsätze des Staatsrechts. Französisch/Deutsch. In: Reclams Universal-Bibliothek. Band 18682. Philipp Reclam jun., Stuttgart 2010, ISBN 978-3-15-018682-4.
- Jean-Jacques Rousseau: Der Gesellschaftsvertrag oder Prinzipien des Staatsrechts. marixverlag, Wiesbaden 2008, ISBN 978-3-86539-192-6.
- Jean-Jacques Rousseau: Der Gesellschaftsvertrag oder die Grundsätze des Staatsrechtes. Fischer-Taschenbuch-Verlag, Frankfurt am Main 2005, ISBN 3-596-50905-X.
- Jean-Jacques Rousseau: Gesellschaftsvertrag. Textkritische Ausgabe, 2. verbesserte Auflage. Dr. Klaus Fischer Verlag, Schutterwald 2018, ISBN 978-3-946764-03-8.

### Sekundärliteratur
- Robert Spaemann: Rousseau – Mensch oder Bürger. Das Dilemma der Moderne. Klett-Cotta Verlag, Stuttgart 2008, ISBN 978-3-608-94245-3.
- Nicholas John Henry Dent: Rousseau. In: The Routledge Philosophers. Routledge, London, New York 2006, ISBN 0-415-28350-7.
- Hartmut von Hentig: Rousseau oder die wohlgeordnete Freiheit. In: Beck’sche Reihe. Band 1596. Verlag C. H. Beck, München 2004, ISBN 3-406-51103-1.
- Die Republik der Tugend. Jean-Jacques Rousseaus Staatsverständnis. In: Wolfgang Kersting (Hrsg.): Staatsverständnisse. Band 4. Nomos Verlagsgesellschaft, Baden-Baden 2003, ISBN 3-8329-0049-7.
- Jean-Jacques Rousseau. Vom Gesellschaftsvertrag oder Prinzipien des Staatsrechts. In: Reinhard Brandt und Karlfriedrich Herb (Hrsg.): Klassiker auslegen. Band 20. Akademie Verlag, Berlin 2000, ISBN 3-05-003237-5 (archive.org [PDF]).
- Karlfriedrich Herb: Rousseaus Theorie legitimer Herrschaft. Voraussetzungen und Begründungen. In: Epistemata. Reihe Philosophie. Band 55. Königshausen und Neumann, Würzburg 1989, ISBN 3-88479-387-X.
- Iring Fetscher: Rousseaus politische Philosophie. Zur Geschichte des demokratischen Freiheitsbegriffs. In: suhrkamp taschenbuch wissenschaft. Band 143. Suhrkamp Verlag, Frankfurt am Main 1975, ISBN 978-3-518-27743-0.

### Jean-Marie Tremblay
1. ↑  “Il s’ensuit de ce qui précède que la volonté générale est toujours droite et tend toujours à l’utilité publique […].” Edition électronique réalisée par Jean-Marie Tremblay, 2002, S. 24.
2. ↑  “…que la volonté générale, pour être vraiment telle, doit l’être dans son objet ainsi que dans son essence; qu’elle doit partir de tous pour s’appliquer à tous; […]”, ebenda S. 26.
3. ↑  “Sans doute il est une justice universelle émanée de la raison seule; mais cette justice, pour -être admise entre nous, doit être réciproque.” Edition électronique réalisée par Jean-Marie Tremblay, 2002, S. 30.
4. ↑  “Il n’y a qu’une seule loi qui, par sa nature, exige un consentement unanime; c’est le pacte social: car l’association civile est l’acte du monde le plus volontaire; […]”, ebenda S. 85.

### Jean-Jacques Rousseau
1. ↑  Rousseau, Jean-Jacques: Vom Gesellschaftsvertrag oder Grundsätze des Staatsrechts, Hrsg. u. Übers. Hans Brockard, unter Mitarb. von Eva Pietzcker, Reclam, Stuttgart 1977, S. 5.
2. 1 2  Rousseau, Jean-Jacques: Vom Gesellschaftsvertrag oder Grundsätze des Staatsrechts, Hrsg. u. Übers. Hans Brockard, unter Mitarb. von Eva Pietzcker, Reclam, Stuttgart 1977, S. 17
3. ↑  Rousseau, Jean-Jacques: Vom Gesellschaftsvertrag oder Grundsätze des Staatsrechts, Hrsg. u. Übers. Hans Brockard, unter Mitarb. von Eva Pietzcker, Reclam, Stuttgart 1977, S. 21
4. ↑  Beide ebenda S. 22
5. ↑  Rousseau, Jean-Jacques: Vom Gesellschaftsvertrag oder Grundsätze des Staatsrechts, Hrsg. u. Übers. Hans Brockard, unter Mitarb. von Eva Pietzcker, Reclam, Stuttgart 1977, S. 24
6. ↑  Beide ebenda S. 26